# Феміністична теологія
Феміністська теологія — це рух, який існує в кількох релігіях, включаючи буддизм, індуїзм, сикхізм, неоязичництво, багаїзм, юдаїзм, іслам, християнство та нову думку, щоб переглянути традиції, практики, священні писання та теології цих релігій з точки зору фемінізму. Деякі з цілей феміністичної теології включають підвищення ролі жінок серед духовенства та релігійних авторитетів, переосмислення патріархальних (переважаючих чоловічих) образів і мови про Бога, визначення місця жінки щодо кар'єри та материнства, вивчення образів жінки в релігіях, священних текстах та матріархальної релігії.

## Методологія

### Розвиток феміністичної теології
Хоча немає конкретної дати, щоб точно визначити початок цього руху, його походження можна простежити до статті 1960-х років «Становище людини: жіночий погляд», написаної Валері Сейвінґ (Ґолдштейн). У своїй роботі вона піддала сумніву богослов'я, написане чоловіками для чоловіків, з сучасної точки зору, щоб потім зруйнувати те, що було створено роками — патріархальні системи, які пригноблюють жінок. Після того, як робота Сайвінґ була опублікована, багато дослідників підхопили її ідеї та розвинули їх, що сприяло подальшому розвитку руху феміністичного богослов'я. Ґренц та Олсон розглядають три етапи розвитку феміністичного богослов'я: по-перше, феміністичні богослови критикують ставлення до жінок у минулому, по-друге, вони визначають альтернативні біблійні/релігійні тексти, які підтримують феміністичну ідеологію, і, по-третє, вони вимагають повернення, скасування та/або перегляду богослов'я, яке дотримується таких стандартів. Ґренц і Олсон також зазначають, що хоча всі феміністки погоджуються з тим, що в системі є недоліки, існують розбіжності щодо того, як далеко за межі Біблії та християнської традиції жінки готові зайти в пошуках підтримки для своїх ідеалів. Ця концепція також важлива, коли феміністична теологія стосується інших релігій або духовних зв'язків поза християнством.

### Доісторична релігія та археологія
Примат монотеїстичної або майже монотеїстичної «Великої Богині» відстоюється деякими сучасними матріархістами як жіночою версією Бога Авраама, передує чи аналога Богу Авраама, пов'язаному з історичним зростанням монотеїзму в епоху Середземноморської осі.
Мати-Природа (іноді відома як Мати-Земля) — це загальне уявлення про природу, яке зосереджується на життєдайних і живильних рисах природи, втілюючи її у формі матері. Образи жінок, що уособлюють матір-землю та матір-природу, непідвладні часу. У доісторичні часи богиням поклонялися через те, що вони асоціювалися з родючістю, плодючістю та щедрістю землеробства. Жриці панували над різними аспектами релігій інків, ассирійців, вавилонців, слов'ян, римлян, греків, індійців та ірокезів за тисячоліття до зародження патріархальної релігії.

### Стать і Бог
Інші, хто практикує феміністичну духовність, натомість можуть дотримуватися феміністичного переосмислення західних монотеїстичних традицій. У цих випадках уявлення про те, що Бог має чоловічий рід, відкидається, і Бог не згадується в чоловічих займенниках. Феміністська духовність також може заперечувати проти образів Бога, які вони сприймають як авторитарних, батьківських або дисциплінарних, натомість наголошуючи на «материнських» атрибутах, таких як виховання, прийняття та творчість.
Керол Патріс Кріст є авторкою широко передрукованого есе «Чому жінкам потрібна богиня», яке наводить аргументи на користь концепції існування давньої релігії верховної богині. Це есе було представлено як основний виступ перед аудиторією з понад 500 осіб на конференції «Відновлення Великої Богині» в Університеті Каліфорнії в Санта-Крус навесні 1978 року, і вперше було опубліковано в «Єресі: Проблема Великої Богині» (1978), стор. 8–13. Керол П. Кріст також була співредактором класичних феміністичних релігійних антологій «Плетиво візій: Нові візерунки феміністичної духовності» (1989) і «Піднесення жіночого духу» (1979/1989); останнє включало її есе «Чому жінкам потрібна богиня».
Рух святих останніх днів є унікальним серед християнських деномінацій тим, що він стверджує існування божественної жіночності як частину своєї основної доктрини. Божественну Жіночу Святу Останніх Днів називають «Небесною Матір'ю». Хоча Святі останніх днів не моляться Небесній Матері, вона вважається дружиною Небесного Батька, а отже, рівною Йому на небесах, згідно з описом «Сім'я: Проголошення світу», де описано, що чоловік і дружина є рівними партнерами.

### Рух «Нова думка»
Нове мислення як рух не мало єдиного походження, а радше було підштовхнуте низкою духовних мислителів і філософів і виникло через різноманітні релігійні деномінації та церкви, зокрема Церкву єдності, Релігійну науку та Церкву Божественної науки. Це був феміністичний рух, оскільки більшість його викладацтва і студентства були жінками; Помітними серед засновників руху були Емма Кертіс Гопкінс, відома як «вчителька вчителів» Міртл Філлмор, Малінда Крамер і Нона Брукс; його церкви і громадські центри з 1880-х років і до сьогодні переважно очолюють жінки.

## У межах окремих релігій

### Юдаїзм
Єврейський фемінізм — це рух, який прагне зрівняти релігійний, політичний і соціальний статус єврейських жінок із єврейськими чоловіками. Феміністські рухи з різними підходами та успіхами відкрилися в усіх основних деномінаціях юдаїзму.
У єврейській громаді існують різні підходи та версії феміністичної теології.
Деякі з цих теологій пропагують ідею про те, що важливо мати жіночу характеристику Бога в сидурі (єврейському молитовнику) і служінні. Вони кидають виклик вченням чоловічого рабина, які наголошують лише на тому, що Бог є людиною лише з чоловічими рисами.
У 1976 році Ріта Ґросс опублікувала статтю «Жіноча мова Бога в єврейському контексті» (Davka Magazine 17), яку єврейська учена і феміністка Джудіт Пласков вважає «імовірно першою статтею, яка теоретично розглядає питання жіночої мови Бога в єврейському контексті». У той час Ґросс сама була юдейкою.
Реконструкційна рабинеса Ребекка Альперт (реформований юдаїзм, зима 1991 р.) коментує:
Досвід молитви з "Сіддур Нашим" - першим єврейським молитовником, який звертається до Бога, використовуючи жіночі займенники та образи, опублікованим Маргарет Веніг та Наомі Янович у 1976 році.] ... змінило мої стосунки з Богом. Вперше я зрозуміла, що означає бути створеною на Божий образ. Думати про Бога як про таку ж жінку, як і я, бачити Її одночасно могутньою і годувальницею, бачити Її в образі жіночого тіла, з лоном, грудьми - це був досвід надзвичайної важливості. Чи не в таких стосунках перебували люди з Богом протягом усіх цих тисячоліть? Як чудово отримати доступ до цих почуттів і сприйняття.
У 1990 році рабинеса Маргарет Веніґ написала проповідь «Бог є жінкою, і вона старіє», яка станом на 2011 рік була опублікована десять разів (тричі німецькою мовою) і проповідувалась рабинами та рабинесами від Австралії до Каліфорнії.
Рабинеса Паула Реймерс («Фемінізм, юдаїзм і Богиня-Мати», Conservative Judaism 46 (1993)) коментує:
Ті, хто хоче використовувати мову Бог/Вона, хочуть утвердити жіночність і жіночий аспект божества. Вони роблять це, підкреслюючи те, що найбільш чітко відрізняє жіночий досвід від чоловічого. Чоловіче чи жіноче божество може творити через мову або через дію, але метафора творення, яка є унікально жіночою, - це народження. Як тільки Бога називають жіночим, метафора народження та ототожнення божества з природою та її процесами стає неминучою
Ахува Заке стверджує, що використання як чоловічої, так і жіночої мови для Бога може бути позитивним, але нагадує своїм читачам-реформістам, що Бог є поза межами статі (Бог є чоловіком, жінкою, обома чи ніким? Як ми повинні формулювати наші молитви у відповідь на стать Бога?, в iTora Союзу за реформований юдаїзм, ):
Жіночий образ Бога жодним чином не загрожує юдаїзму. Навпаки, він поглиблює єврейське розуміння Бога, яке не повинно обмежуватися маскулінними метафорами. Будь-яка мова, якою люди описують Бога, є лише метафорою. Використання чоловічих і жіночих метафор на позначення Бога - це один із способів нагадати собі, що гендерні описи Бога - це лише метафори. Бог є поза гендером.
Ці погляди є дуже суперечливими навіть у ліберальних єврейських рухах. Ортодоксальні юдеї та багато консервативних юднеїв вважають неправильним використовувати англійські жіночі займенники для Бога, розглядаючи таке вживання як вторгнення сучасної західної феміністської ідеології в єврейську традицію. Ліберальні молитовники все частіше уникають слів і займенників чоловічого роду, прагнучи, щоб усі згадки про Бога в перекладах були зроблені гендерно нейтральною мовою. Наприклад, Сідур Лев Чадаш (1995) представник Ліберального руху Великої Британії робить це так само, як і Форми молитви Реформаційного руху Великої Британії (2008). У «Mishkan T'filah», американському реформаторському єврейському молитовнику, виданому в 2007 році, посилання на Бога як «Він» були видалені, і щоразу, коли вказуються єврейські патріархи (Авраам, Ісак і Яків), також згадуються і матеріархи (Сара, Ребекка, Рейчел і Лія). У 2015 році був випущений молитовник Реформованих єврейських Великих святих днів «Мішкан ха-Нефеш»; він призначений як додаток для «Mishkan T'filah». Він містить версію молитви на Великі Святі Дні Авіну Малкейну, в якій Бог згадується як «Люблячий Батько» та «Співчутлива Матір». Іншими помітними змінами є заміна рядка з попереднього молитовника Реформаторського руху «Ворота покаяння», в якому згадується радість нареченого і нареченої, на рядок «радіти з парами під хупою [весільний балдахін]», а також додавання по-третє, негендерний варіант того, як віруючих закликають до Тори, пропонуючи «мібеїт», що на івриті означає «з дому», на додаток до традиційних «син» або «дочка».
У 2003 році була опублікована книга «Жіноче обличчя Бога в Освенцімі: єврейська феміністична теологія Голокосту», перша повноцінна феміністична теологія Голокосту, написана Мелісою Рафаель. «Знову стоячи на Синаї: юдаїзм з феміністської точки зору» Джудіт Пласков (1991) і «Породження юдаїзму: інклюзивна теологія та етика» (1999) Рейчел Адлер є єдиними двома повноцінними єврейськими феміністичними роботами, які повністю зосереджені на теології в загальні (а не конкретні аспекти, такі як теологія Голокосту). Ця робота феміністичної теології стосовно юдаїзму також контекстуалізує інші цілі цього руху, щоб переформатувати історичні тексти та те, як вони викладаються. Крім того, як дивляться на Бога, це також роль жінки в історичному плані та те, як до них ставляться сьогодні в новому феміністичному світлі. Хоча існує певна опозиція, єврейські громади вважають фемінізм надто західним і не підтверджує юдаїзм, також існує схвалення внутрішньої феміністської точки зору, яка бере до уваги традиції та сучасну думку.

### Християнство
Християнський фемінізм — це аспект феміністської теології, який прагне просувати та розуміти рівність чоловіків і жінок у моральному, соціальному, духовному та лідерському плані з християнського погляду. Це через реформування, щоб бути в течії феміністичної думки щодо своєї релігії. Християнські феміністки стверджують, що внесок жінок у цьому напрямку необхідний для повного розуміння християнства.
Ці теологи вважають, що Бог не розрізняє людей на основі біологічно визначених ознак, таких як стать і раса. Їхні головні проблеми включають висвячення жінок, домінування чоловіків у християнському шлюбі, визнання рівних духовних і моральних здібностей, репродуктивних прав і пошук жіночого чи гендерно-трансцендентного божества. Християнські феміністки часто спираються на вчення більш історичних текстів, які підтверджують, що фемінізм не йде проти християнства, але завжди був у його текстах.
Мері Дейлі виросла ірландською католичкою, і всю її освіту отримала в католицьких школах. Вона має три докторські ступені, одну в коледжі Святої Марії зі священної теології, а потім дві в Університеті Фрібурга, Швейцарія, з теології та філософії. У той час як у своїх ранніх роботах Дейлі висловлювала бажання реформувати християнство зсередини, пізніше вона прийде до висновку, що християнство не здатне здійснити необхідні зміни в тому вигляді, в якому воно є. За словами Форд The Modern Theologians, «Мері Дейлі зробила більше, ніж будь-хто інший, щоб прояснити проблеми жінок, пов'язані з центральним символізмом християнства та його впливом на їхнє саморозуміння і стосунки з Богом». Дейлі є яскравим прикладом того, як деякі феміністичні теологині приходять до висновку, що виправлення і реформування більше не є життєздатним варіантом, що засудження є єдиним виходом.
Розмарі Редфорд Рутер пише про важливі додаткові інтерпретації того, як світ впливає на християнську феміністичну теологію. Рютер виросла католичкою і відвідувала католицькі школи на другому курсі середньої школи. Вона вивчала класику в коледжі Скріппса, працювала в Міністерстві Дельта в 1965 році та викладала в Релігійній школі університету Говарда з 1966 по 1976 рік. «Розмарі Рютер писала про питання довіри до християнства, приділяючи особливу увагу еклезіології та її участі в конфліктах між церквою і світом; єврейсько-християнським відносинам…; політиці і релігії в Америці; і фемінізму». Рютер вважається одним із провідних християнських теологинь-феміністок нашого часу. Її книга «Sexism and God-Talk» є першою феміністичною богословською оцінкою християнської теології.
У 1970-х християнський феміністичний підхід до біблійної науки започаткувала Філліс Трайбл, використовуючи підхід риторичної критики, розроблений її керівником дисертації Джеймсом Муйленбурґом.:158–159
Християнську феміністичну теологію постійно критикували як зосереджену переважно на білих жінках. Це призвело до розвитку таких рухів, як жіноча теологія, зосереджена на афро-американських жінках, створена роботами Еліс Вокер, азійська феміністська теологія та мухєристична теологія, представлена Адою Марією Ісасі-Діас щодо латиноамериканок.
Терміну «християнський егалітаризм» іноді віддають перевагу ті, хто виступає за гендерну рівність і справедливість серед християн, які не бажають асоціювати себе з феміністичним рухом. Жінки-апологетки стали більш помітними в християнських академічних колах. Їхній захист віри відрізняється більш особистим, культурним і уважним підходом, «керованим любов'ю».
Деякі прихильниці теології визволення називатимуть Бога «вона». Це особливо вірно для багатьох викладачів семінарії Union Theological, яка є центром теології визволення, і навіть сенатор Рафаель Уорнок називав Бога «вона» у своїй екзегезі Івана 3.

### Іслам
Ісламський фемінізм — це форма фемінізму, що займається роллю жінки в ісламі. Він спрямований на повну рівність усіх мусульман та мусульманок, незалежно від статі, у громадському та приватному житті. Ісламські феміністки виступають за права жінок, гендерну рівність і соціальну справедливість, засновану на ісламській основі. Незважаючи на те, що піонерки руху вкорінені в ісламі, вони також використовували світські та немусульманські феміністські дискурси та визнавали роль ісламського фемінізму як частини інтегрованого глобального феміністичного руху. Прихильники та прихильниці руху прагнуть висвітлити глибоко вкорінене вчення про рівність у Корані та заохочувати піддавати сумніву патріархальне тлумачення ісламського вчення через Коран (священну книгу), хадис (вислови Мухаммада) і шаріат (закон) щодо створення більш рівного та справедливого суспільства. Це досягається через підтримку автономії жінок відповідно до вказівок Корану. Теологині-феміністки, такі як Азіза аль-Гібрі, професорка права в Річмондському університеті, заснували KARAMAH: Жінки-юристки-мусульманки за права людини. Феміністична теологія та іслам також використовуються для зміцнення духовного зв'язку з жінками ісламу, коли вони зазнають важкої травми, для просування прав людини, особливо прав жінок. Книга Фатіми Мерніссі «Забуті королеви ісламу» є важливою частиною феміністичної теології для ісламу та того, як він ставиться до незахідної держави. До інших теологинь належать Ріффат Гасан, Аміна Вадуд і Асма Барлас. Це богослов'я використовується для освіти, переосмислення релігії, як будівельний матеріал для миру та просування прав жінок у законодавстві та суспільстві.

### Сикхізм
У сикхізмі жінки рівні з чоловіками. У вірші з сикхського писання Гуру Грант Сахіб стверджується, що: На думку вчених, таких як Ніккі-Гуніндер Каур Сінгх, феміністична теологія в сикхізмі також є фемінізацією ритуалів, таких як церемоніальний обряд того, хто запалює похоронне вогнище. Далі Сінгх стверджує, що це відновлення релігії, щоб надихнути «особисте та соціальне оновлення змін», і що ці богослови вважаються гуру, а не просто жінками чи вченими. Вчення Гуру Нанака зосереджені на унікальності між чоловіком і жінкою, а все, що відрізняється, засуджується. Він наводить приклад того, що походження та традиції походять від жінок як наглядачок і контролерок, а також залучених до історії, таких як Май Бхаго, яка згуртувала чоловіків, щоб боротися проти імперських сил разом з нею в битві при Мукцарі в 1705 році.

### Індуїзм
У стародавньому індуїзмі жінки вважалися такими ж шанованими, як і чоловіки. Ману-Смріті, наприклад, стверджує: «суспільство, яке забезпечує повагу і гідність жінок, процвітає благородством і процвітанням. І суспільство, яке не ставить жінок на такий високий п'єдестал, має зіткнутися з бідами та невдачами, незважаючи на те, наскільки благородні вчинки вони здійснюють інакше». Манусмріті, розділ 3, вірш 56.
У Ведах, індуїстських священних текстах, жінкам надавалася найвища повага та рівність. Ведичний період був прославлений цією традицією. Багато ріші були жінками, так що деякі з них є авторами багатьох шлок, віршів, прислів'їв чи гімнів у Ведах. Наприклад, у Рігведі є список жінок-ріші. Деякі з них: Ґгоша, Ґодха, Ґарґі, Вішвавра, Апала, Упанішада, Брахмджая, Адіті, Індрані, Сарма, Ромша, Майтрейі, Катьяїні, Урваши, Лопамудра, Ямі, Шашваті, Шрі, Лакша та багато інших. У ведичний період жінки могли вільно вступати в брахмачар'ю так само, як і чоловіки, і досягати спасіння.
Під час індуїстських шлюбних церемоній наречені виголошують наступні слоки, але останніми роками їх значення розуміють все рідше, не бажаючи глибоко аналізувати їх, щоб дійти висновків, які були зображені:
«О наречена! Прошу твоєї руки, щоб примножити наше спільне щастя. Молю тебе прийняти мене за чоловіка і прожити зі мною до глибокої старості. …» Рігведа Самхіта Частина -4, сукта 85, шлока 9702
«О наречена! Нехай ти будеш царицею своєї свекрухи, свекра, невісток і шуринів (сестер і братів нареченого). будинок». Рігведа Самхіта, частина -4, сукта 85, шлока 9712
Ця шлока з Атхарваведи чітко говорить, що жінка веде, а чоловік слідує: «Бог Сонця слідує за першою осяяною та просвітленою богинею Ушою (світанок) так само, як чоловіки наслідують і слідують за жінками». Атрававеда Самхіта, частина 2, канда 27, сукта 107, шлока 5705.
Жінки вважалися втіленням великої чесноти і мудрості. Таким чином ми маємо: «О наречена! Нехай знання Вед буде перед тобою і за тобою, в центрі і на кінцях твого життя. Нехай твоє життя буде сповнене знання Вед. Нехай ти будеш доброзичливою, провісницею щастя і здоров'я, житимеш з великою гідністю і справді освітлюватимеш дім свого чоловіка». Атхарва Веда 14-1-64. Жінкам була дозволена повна свобода віросповідання. «Дружина повинна виконувати аґніхотру (яґну), сандх'ю (пуджу) та всі інші щоденні релігійні ритуали. Якщо з якихось причин чоловік відсутній, жінка сама має повне право здійснювати яґну». Рігведа Самхіта, частина 1, сукта 79, шлока 872.
Рухаючись до монотеїстичної ери індуїзму, коли такі ідеали, як шиваїзм і вайшнавізм, особливе божество для феміністичного поклоніння було створено під гілкою шактизму. З точки зору індуїзму, жінки в усіх відношеннях рівні з чоловіками, про що свідчать історичні тексти, і це є основою індуїзму, що визнає жінок цінними та взаємопов'язаними між чоловіками та жінками. Шакті, ім'я, що означає силу і відноситься до жіночого аналога Шиви, володіє взаємопов'язаними силами, які не належать лише чоловікові чи жінці, а скоріше працюють разом, однаково залежать одна від одної. Індуїстські феміністичні дослідниці також не обмежуються реконструкцією текстів, а й відновленням суспільства та індуїзму на практиці.

### Неоязичництво
Деякі течії неоязичництва, зокрема Вікка, мають дитеїстичну концепцію єдиної богині та єдиного бога, які в ієрогамії представляють єдине ціле. Політеїстичні реконструкціоністи зосереджені на реконструкції політеїстичних релігій, включаючи різних богинь і фігур, пов'язаних з культурами корінних народів.
Вікка — це дуетна теїстична система вірувань. Члени Вікки працюватимуть окремо як з Богом, сином і партнером Матері-Землі, так і з самою Богинею. У Вікці Богиню зазвичай називають Потрійною Богинею. Її також зазвичай називають Богинею-Матір'ю або Матір'ю-Землею. Богиня уособлює створення, силу, руйнування і Землю одночасно. Загальною темою вірувань Вікки є феміністський рух Богині-жінки, який вшановує важливість жіночого тіла.
Вікканський фемінізм демонструє силу жінок у вірі. Історія провідних жінок Вікки починається з прикладів таких членів, як Жужанна Будапешт (1940), яка заснувала один із перших феміністичних ковенів Wicca, з часом сформувала подальші феміністичні традиції в вірі. Вікка заохочує баланс влади між чоловіками та жінками, незалежно від статі, і не надає переваги одній статі над іншою. Вікка не ганьбить жіночність, а скоріше охоплює та підносить жіноче тіло. Члени практики визнають менструальний цикл потужною формою створення та життя. Жінок не соромно відкрито говорити про свою сексуальність та індивідуалізм, оскільки Вікка вважає менструацію, вагітність і менопаузу проявами божественної жіночності та джерелом творіння. Феміністичний підхід віри та підкреслення жіночого божества створює привабливість для жінок, що призвело до того, що більшість вікканського населення з роками становили переважно жінки. Вікка має феміністичний підхід до життя, оскільки заохочує тему балансу влади між чоловіками та жінками, підкреслюючи важливість рівності у вірі.
Термін теологія іноді використовується в контексті неоязичницького руху Богині, каламбуру на теологію та thea θεά «богиня», що має на меті запропонувати феміністичний підхід до теїзму.
Рух Богинь — це вільне угруповання соціальних і релігійних явищ, які виросли з фемінізму другої хвилі, переважно в Північній Америці, Західній Європі, Австралії та Новій Зеландії в 1970-х роках, а також метафізичної спільноти. Спонукувані уявленням про те, що в багатьох релігіях до жінок не ставляться рівноправно, деякі жінки зверталися до Жіночого Божества, яке більше відповідало їхнім духовним потребам. Мистецька освіта стала засобом для вивчення гуманітарних філософів, таких як Девід Г'юм того часу. Об'єднуючою темою цього різноманітного руху є жіночість Божества (на відміну від патріархального Бога).
Вірування в богинь набувають різних форм: деякі люди в русі богинь визнають кількох богинь, деякі також включають богів, тоді як інші шанують те, що вони називають «богинею», що не обов'язково вважається монотеїстичним, але часто розуміється як інклюзивне, охоплюючи термін, що включає багатьох богинь у багатьох різних культурах. Термін «Богиня» також можна розуміти як такий, що включає безліч способів розглядати божество, персоніфіковане як жінка, або як метафора, або як процес. (Christ 1997, 2003) Термін «Богиня» також може стосуватися концепції Єдиної Божественної Сили або традиційно шанованої «Великої Богині» давніх часів.
У другій половині ХХ століття фемінізм вплинув на підйом неоязичництва в Сполучених Штатах, і особливо на діанічну традицію. Деякі феміністки вважають, що поклоніння Богині, а не Богу, узгоджується з їхніми поглядами. Інші є політеїстами і поклоняються багатьом богиням. Колективний набір вірувань, пов'язаних з цим, іноді називають теологією, а іноді називають рухом богинь.

### Буддизм
Буддійський фемінізм прагне просувати та розуміти рівність чоловіків і жінок у моральному, соціальному, духовному та лідерському планах з точки зору буддизму та всередині буддизму. Хоча деякі основні вірування в буддизмі можуть спричинити тертя із західним фемінізмом, буддійська феміністична теологія прагне знайти спільну мову та баланс між традицією та цілями цього руху. Розповідаючи про вчення буддизму, теологи-феміністки критикують загальну феміністичну ідеологію як «інших» чоловіків. Ця ідея суперечить буддистським переконанням про взаємозв'язки між усіма. Ворог — це не «інший», а ідея про те, що немає єдиного зв'язку та є однаковим. Буддистські феміністичні теології враховують релігійні ідеології, кидають виклик західним феміністичним поглядам і відновлюють те, що є буддизмом у своїй основі, взаємопов'язаним і прийнятним.